# Mikałajewa
Mikałajewa (pol. Mikołajów, biał. Мікалаева; ros. Николаево, Nikołajewo) – wieś na Białorusi, w obwodzie witebskim, w rejonie szumilińskim, siedziba sielsowietu Mikałajewa. Leży na prawym brzegu rzeki Dźwiny, 25 km na południowy zachód od Szumilina, 69 km od Witebska. Przez wieś biegnie droga R114.

## Historia
We wsi Mikołajów znajdowała się wybudowana w 1780 r. kaplica filialna parafii w Ule. Informacja o kaplicy pojawia się w księgach parafialnych w 1841 r. Później w okresie od 1848 do 1910 wymieniana jest kaplica cmentarna w folwarku Teklenwil (nazwa pochodziła prawdopodobnie od imienia Tekla).
Majątek Teklenwil leżał w pobliżu wsi Mikołajów, na południe od traktu ryskiego. W czasach gdy właścicielami majątku była rodzina Reuttów znajdowała się w nim gorzelnia, później w czasach von Faltynów, w 1902 r. działała jedna z większych w ujeździe połockim garbarni, zatrudniająca 25 robotników. Funkcjonowała przeprawa promowa na rzece Dźwinie pomiędzy Teklenwilem, a centrum Ułły.
W Teklenwilu znajdował się dwór von Faltynów. Mieszkały w nim 53 osoby, a w Mikołajowie 57. Oba majątki należały do von Faltynów, leżały na terenie parafii w Ule w dekanacie połockim.
W okresie sowieckim majątek Teklenwil zmieniono w kołchoz Taklinowo. Po II wojnie światowej majątki połączono w jedną wieś Mikałajewa.
Od 1924 miejscowość leżała w granicach BSRR. W latach 1941–1944 była pod okupacją niemiecką, następnie ponownie w BSRR, a od 1991 w Republice Białorusi.
W 1999 we wsi mieszkało 569 osób w 248 domach.

## Droga śmierci Berezwecz-Taklinowo
Po inwazji III Rzeszy na ZSRR w czerwcu 1941 NKWD podjęło likwidację więzienia w Berezweczu, ob. Głębokie (patrz masakry więzienne NKWD w 1941 roku). Kilkaset osób rozstrzelano na miejscu, a pozostałych kilka tysięcy więźniów poprowadzono w kolumnie marszowej w kierunku Uszacza.
Po dojściu do Ułły kolumna przeszła przez most nad Dźwiną. W okolicach kołchozu Taklinowo nadleciał niemiecki samolot i zbombardował most, który chwilę wcześniej opuścili więźniowie. Strażnicy dostali rozkaz, by zlikwidować więźniów. Leżących więźniów rozstrzelano przy użyciu karabinów maszynowych, a tych co przeżyli dobito bagnetami. Czekiści tak się spieszyli, że pozostawili ciała na miejscu. Kilku osobom udało się uciec. Następnego dnia przyjechało speckomando NKWD, które zagnało mieszkańców okolicznych wsi do zasypania ciał w dołach po ziemniakach w kołchozie Mikałajewa. Po wkroczeniu Niemców ciała pomordowanych ekshumowano i przeniesiono do olbrzymiego grobu na skraju lasu koło Taklinowa.
Oficjalne źródła podają liczbę 714 (715) zabitych, jednak ocalały świadek Paweł Kożuch, który leżał między ciałami zabitych, usłyszał od konwojentów liczbę 1773. Pięć lub sześć ocalałych osób uciekało do domu, lecz następnego dnia zostali złapani i rozstrzelani w wiosce Uboina, położonej na prawym brzegu Dźwiny, 15 km na północny zachód od Mikałajewa. Większość zabitych nie miała wyroków, więc z punktu widzenia sowieckiego prawa byli niewinni.

### Miejsce pamięci
Na miejscu pochowania ofiar, z inicjatywy krewnych i przy pomocy Rady Ochrony Pamięci Walk i Męczeństwa, postawiono pomnik. Betonowy pas symbolizuje straszliwą drogę, którą pokonali więźniowie. Z jednej strony znajduje się okno z kratami i napisem Berezwecz, z drugiej krzyż, symbolizujący miejsce końcowego męczeństwa. Co roku, 26 czerwca, w dzień rozstrzelania, odbywa się tutaj msza święta pamięci ofiar. Więźniowie byli różnych narodowości, lecz dominowali Polacy. Wśród zamordowanych byli ks. Franciszek Kuksewicz – proboszcz parafii w Miorach oraz ks. Stanisław Eliasz – proboszcz parafii w Idołcie.

## Parafia rzymskokatolicka
W Mikałajewie znajduje się parafia Zesłania Ducha Świętego, leżąca w dekanacie lepelskim diecezji witebskiej.